# Флавий Оптат
Фла́вий Опта́т (лат. Flavius Optatus) — государственный деятель Римской империи первой половины IV века, консул 334 года.

## Биография
На протяжении своей карьеры он не занимал официальных постов в государственном управлении, но при этом был очень влиятельным человеком. Пространную информацию о происхождении и жизненном пути Оптата приводит ритор Либаний:
«Но был некто Оптат, учитель грамоты, который учил ей и сына Лициния за пару хлебов и ту прочую пищу, какую к ним прибавляют. Как-то раз, проезжая Пафлагонию, он останавливается у одного шинкаря, растившего красавицу—дочь, которая и замешивала вино. Так как красота её произвела на него впечатление, он просил её руки и, склонив её к согласию, женился на ней. Пока сам Лициний царствовал, ничего своей женитьбой он не выгадал, но когда власть его перешла к преемнику [Константину I], муж своей жены тотчас стал и важным, и заметным, и богатым человеком, и консулом. Из-за него публике в театре стоило бы, получив крылья, летать вместе с птицами.»
Получив влияние благодаря красоте своей жены, Оптат стал первым человеком, которому был дарован титул патрикия (который ввел Константин I по аналогии с древними патрициями). Произошло это в 334 году. в том же году он занимал должность ординарного консула вместе с Амнием Манием Цезонием Никомахом Аницием Паулином Гонорием. Флавий Оптат был убит после смерти Константина I, летом 337 года, вместе с другими чиновниками и родственниками Константина армией, которая хотела передать всю власть только детям покойного императора. Возможно, Оптат состоял в каком-то родстве с Константином, что и предопределило его гибель.
Его супруга могла быть родственницей матери Констатина Великого Елены. Один из его племянников (сын брата жены), Оптат, впоследствии был довольно влиятельным сенатором и префектом Константинополя.